# Oulad Nemma
Oulad Nemma (en berbère : ⵓⵍⴰⴷ ⵏⴻⵎⵎⴰ) est une ville du Maroc. Située dans la région de Béni Mellal-Khénifra, elle dépend de la province de Fquih Ben Salah depuis 2009 et faisait auparavant partie de la province de Béni Mellal.

## Démographie
,

## Sources
- (en) Souk Sebt Oulad Nemma sur le site de Falling Rain Genomics, Inc.